# Herbetswil
Herbetswil é uma comuna da Suíça, situada no distrito de Thal, no cantão de Soleura. Tem 16,35 km² de área e sua população em 2018 foi estimada em 539 habitantes.